# Euphrasia cyclophylla
Euphrasia cyclophylla är en snyltrotsväxtart som beskrevs av Juzepczuk. Euphrasia cyclophylla ingår i släktet ögontröster, och familjen snyltrotsväxter. Inga underarter finns listade i Catalogue of Life.